# Lazarevo (Banja Luka)
Pour les articles homonymes, voir Lazarevo.

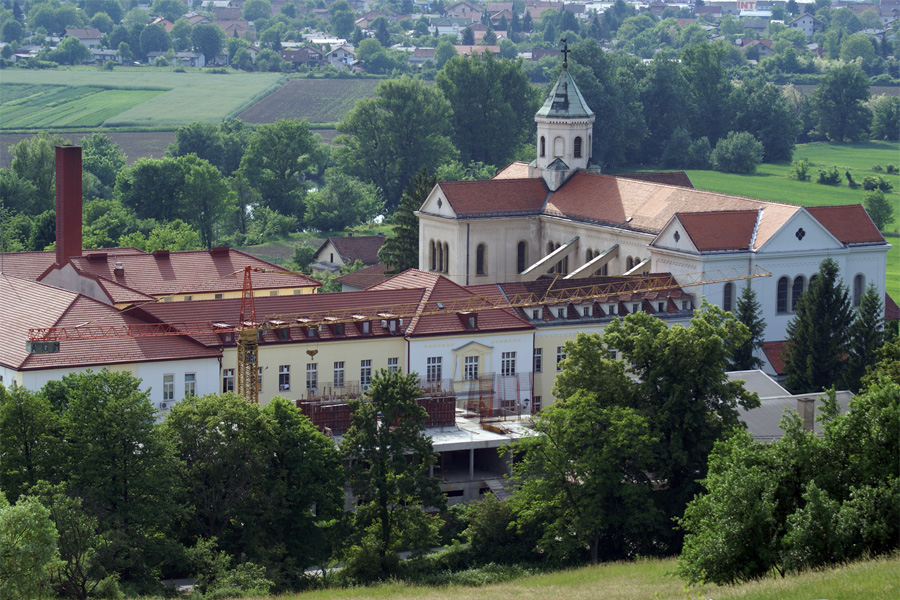
L'église abbatiale Sainte-Marie-de-l'Étoile, avec le couvent

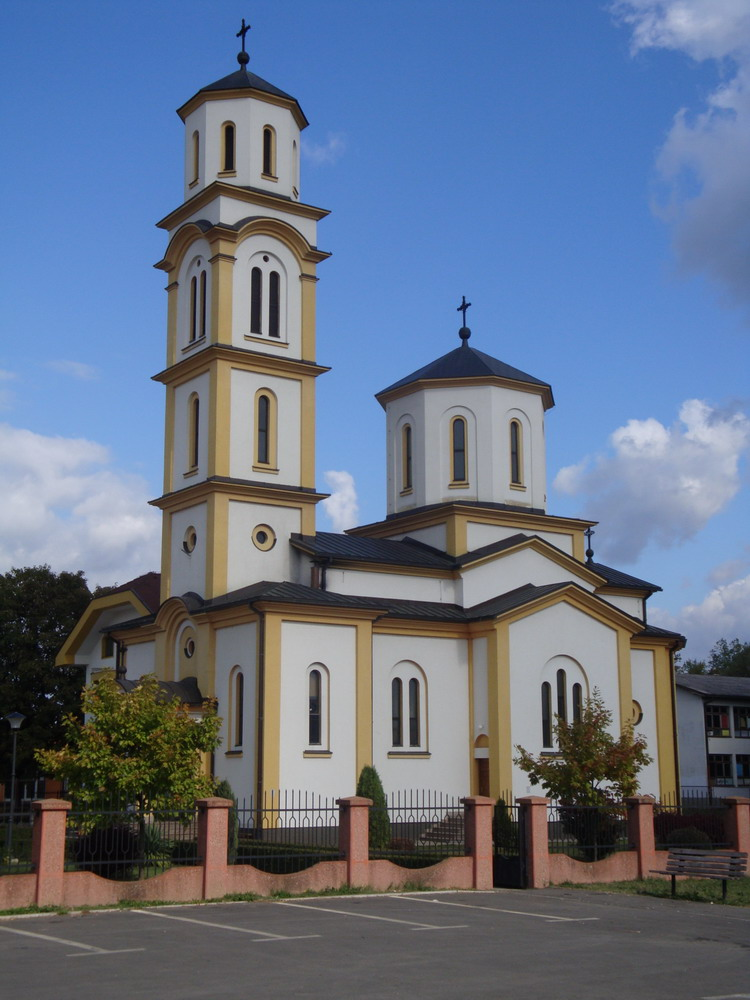
L'église du
Saint-Prince-Lazare

Lazarevo (en serbe cyrillique : Лазарево) est un faubourg de Banja Luka, la capitale de la république serbe de Bosnie, Bosnie-Herzégovine. Il est composé de deux communautés locales, Lazarevo I et Lazarevo II. Au recensement de 1991, les communautés locales comptaient 14 351 habitants, dont une majorité de Serbes.
Avant la guerre de Bosnie-Herzégovine, Lararevo portait le nom de Budžak.

## Géographie
Lazarevo, ou Budžak, est situé au nord de Banja Luka, sur la rive gauche de la rivière Vrbas. Le territoire du faubourg s'étend de Kumsale à Derviši et de la rivière Vrbas jusqu'à Novaković, Drakulić et Petrićevac.

## Histoire
Le faubourg était autrefois un village indépendant qui a aujourd'hui été intégré à Banja Luka. Jusqu'à la guerre de Bosnie-Herzégovine, le faubourg était connu sous le nom de Budžak (Буџак). Après le tremblement de terre de 1969, de nombreux logements provisoires ont été construits à Lazarevo, ce qui vaut aujourd'hui le surnom de « ville des baraques »